# Bras Bémale
Le bras Bémale est une rivière de l'île de La Réunion, département d'outre-mer français dans le sud-ouest de l'océan Indien. Il traverse le cirque naturel de Mafate du sud au nord puis du nord-est au sud-ouest après avoir pris naissance sur les contreforts orientaux du Morne de Fourche. Il se jette dans le bras d'Oussy, qui est lui-même un affluent de la rivière des Galets, au pied de l'îlet de Grand Place. Son cours est ainsi entièrement situé sur le territoire de la commune de La Possession et dans le parc national de La Réunion. Il est longé, sur une partie de ce tracé, par un sentier de randonnée doublé d'un aqueduc desservant le village d'Aurère, le sentier Augustave.